# アレックス (馬)
アレックス（1984年4月20日 - 2021年2月12日）は、日本で飼育されていた乗用馬（サラブレッド）で、元競走馬。
栗毛の牡馬（競走馬引退後は騸馬）。父ファルコン、母スーパーインカム。競走馬名ムーンファルコン。

## 来歴
青森県上北郡七戸町の浜中泰弘によって生産された。競走馬としてはダート短距離で走り生涯戦績は7戦未勝利に終わった。競走馬を引退後は去勢され、ルネサンス棚倉で乗馬になり、主に馬術競技で活躍し、32歳まで人が乗れる状態であった。
2020年6月に存命する最長寿馬であったルーキー（競走馬名：ラツキーシラギク）が死亡すると、本馬が存命する最長寿馬となったと目されていた。なお、その時点で重賞勝ち馬の中での最長寿であったマイネルダビテとの年齢差はわずか13日であった。2020年10月31日に繋養先のクレイン棚倉の閉鎖に伴い、多くの在籍馬は他所に移籍となったが、アレックスは高齢のため移動ができず行き先が決まらずにいた。その後、他の高齢馬4頭と共に功労馬としてルネサンス棚倉に残留し、余生を過ごすことになった。
2021年2月12日に死亡。36歳298日であった。当時知られていた日本国内で記録のある馬の中ではシャルロット（競走馬名：アローハマキヨ、40歳81日）、ルーキー（38歳67日）、マリージョイ（競走馬名：スインフアニー、37歳153日）に次ぐ歴代4番目の長寿記録となった。なお、前述のマイネルダビテは前月1月30日に36歳272日で死亡している。
アレックス死亡後に同世代のモクモク（競走馬名：ダイナセキト）（1984年2月6日 - 2023年5月31日）が存命であったことが分かり、そちらの誕生日が1984年2月6日でアレックスより2ヶ月以上早生まれであるため、アレックスはルーキー死後の存命する最長寿馬ではなかったことが判明している。よって、死亡時も歴代5番目となる。
その後も、JRA出走馬としての最長寿記録は保持していたが、2024年5月14日に西山牧場のセントロビンソンの37歳0日によって更新された。